# Cimavilla
Cimavilla is een plaats (frazione) in de Italiaanse gemeente Codognè.